# Zephyranthes ciceroana
Zephyranthes ciceroana là một loài thực vật có hoa trong họ Amaryllidaceae. Loài này được M.M.Mejía & R.García miêu tả khoa học đầu tiên năm 1994.